# Kokaral

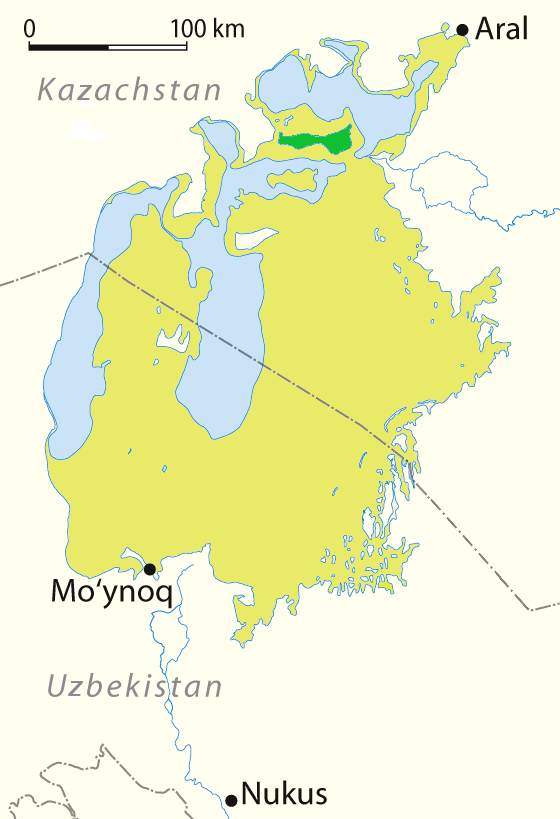
Ostrov Kokaral na mapě Aralského jezera.

Kokaral nebo Kugaral (kazašsky Көкарал, Kókaral s významem Zelený ostrov) je území v Aralském okresu v Kyzylordské oblasti v Kazachstánu.
Do let 1968–1969 to byl ostrov na severu Aralského jezera s rozlohou 273 km² (1960) a nejvyšším bodem 163 m n. m. (hora Daut). Tvořily ho písčitohlinité usazeniny a pokrývala polopouštní vegetace. Na severu byl omýván Ševčenkovým zálivem, na západě Auzy-Kokaralským průlivem, na východě Bergským průlivem. Na jeho severním břehu se nacházely rybářské vesnice Kokaral, Avan a Akbasty.
V důsledku zmenšování Aralského jezera se ostrov v 60. letech 20. století na západním konci spojil s pevninou a stal se Kokaralským poloostrovem. Od roku 1987 se spojil s okolní pevninou také na svém východním konci, a to přes Bergský průliv, čímž se poloostrov změnil v šíji oddělující Malé a Jižní Aralské jezero.
V roce 2005 byla vybudována Kokaralská přehrada přes Bergský průliv. Přehrada zabraňuje odtoku vody z Malého Aralského jezera do Jižního Aralského jezera, a přispívá tak k udržení a zvýšení hladiny vody v Malém Aralu.